# Nannoniscoides excavatifrons
Nannoniscoides excavatifrons là một loài chân đều trong họ Nannoniscidae. Loài này được Birstein miêu tả khoa học năm 1970.